# Vermont
För andra betydelser, se Vermont (olika betydelser).
Vermont är en delstat i nordöstra USA med Montpelier som delstatshuvudstad. Delstaten ingår i regionen New England.
Vermont är huvudsakligen känt för sin lönnsirapsproduktion och natursköna bergstrakter. Namnet kommer från franskans mont vert, ’grönt berg’. Regionen Green Mountains och sjön Lake Champlain är omtyckta utflyktsmål. Flera högt uppsatta personer eller miljonärer från omkringliggande delstater har en villa eller stuga i Vermont där de bor under brittsommaren (en:Indian summer) eller vintersemestern. Därför har fastighetspriserna stigit sedan 1950-talet.
Andra turister kommer under hösten till Vermont för att skåda skogarnas färggranna lövverk, i likhet med granndelstaten New Hampshire, eller för att vandra, campa och fiska. Vermont räknas till exempel som flugfiskets födelseplats. 2002 hade Vermont 7,9 miljoner besökare. Huvuddelen av innevånarna är engelsktalande, men i norr finns en liten fransktalande minoritet.

## Historia
Regionen beboddes ursprungligen av irokeser, algonkiner och abenakier. Större delen av delstaten var under namnet New Hampshire Grants stridig mellan New York och New Hampshire. Resterande del ingick i kolonin Québec. Vermont blev självstyrande 1771 utan godkännande från England eller New York. Åren 1777-1791 var Vermont en självständig republik, Republiken Vermont. 1791 blev Vermont en delstat i USA.

## Politik
Länge dominerades Vermont av republikanerna. Efterhand har dock demokraterna ökat sitt stöd. Vermont framstår som en förhållandevis socialliberal delstat med amerikanska mått. I frågor såsom miljövård och samhällsplanering anses Vermont ha en progressiv inriktning. Vermontborna har under 2000-talets början valt den obundne Bernie Sanders, som alltså varken är republikan eller demokrat utan kallar sig för ”demokratisk socialist”, att representera delstaten i USA:s senat.
Vermont är tillsammans med Alaska, Arizona och Wyoming en av fyra delstater där det inte krävs tillstånd för att bära dolda vapen, så kallat Vermont carry. Delstaten avskaffade dödsstraffet 1965 och genomförde sin sista avrättning 1954, av Donald DeMag för andra resans mord.

## Utbildning
University of Vermont är beläget i Burlington, vidare finns ett flertal liberal arts colleges, samt några delstatliga college.

## Städer och orter i Vermont
- Barre
- Bennington
- Brattleboro

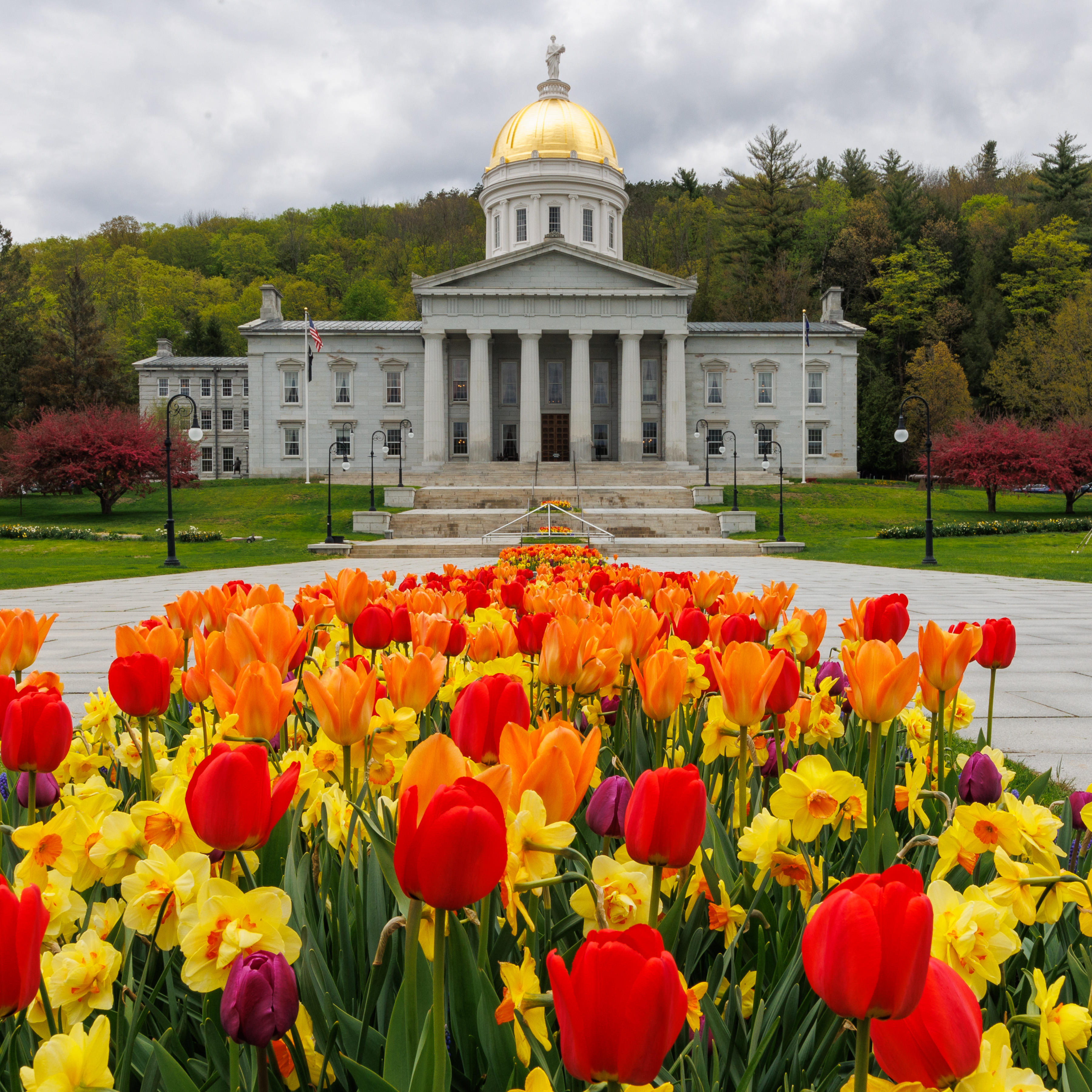
Vermont State Capitol i Montpelier är säte för Vermonts generalförsamling.

- Burlington, delstatens största stad och säte för den federala distriktsdomstol för Vermont

- Chelsea
- Colchester
- Essex
- Guildhall
- Hartford
- Hyde Park
- Jericho
- Manchester
- Middlebury
- Milton
- Montpelier, delstatshuvudstad
- Newfane
- Newport
- North Hero
- Rutland
- South Burlington
- St. Albans
- St. Johnsbury
- Woodstock

## Kända personer födda i Vermont
- Chester A. Arthur (1829–1886), president nummer 21, tillträdde 1881 efter mordet på James Garfield, född i Fairfield.
- Calvin Coolidge (1872–1933), president nummer 30, född i Plymouth Notch.
- John Deere (1804–1886), grundare av Deere and Company, född i Rutland.
- Bill Koch, längdskidåkare som tog USA:s första olympiska medalj i nordisk skidsport, brons OS 1976 30 km
- Charles Francis Hall, polarforskare
- Andrea Mead-Lawrence (1932–2009), 2 guldmedaljer i slalom resp storslalom under 1952 års Olympiska Spel, född i Rutland.
- Levi P. Morton, vicepresident nr 22
- Joseph Smith (1805–1844), grundare av Jesu Kristi Kyrka av Sista Dagars Heliga, det vill säga mormonkyrkan, född i Sharon.
- Ted Bundy (1946–1989), seriemördare.
- John LeClair, ishockeyspelare i NHL.

### Fotnoter
1. ↑  ”Fall Foliage Road Trips” (på engelska). Travel Channel. http://www.travelchannel.com/interests/road-trips/articles/fall-foliage-road-trips. Läst 9 september 2017.
2. ↑  ”Vermont” (på engelska). World Statesmen. http://www.worldstatesmen.org/US_states_V-W.html#Vermont. Läst 9 september 2017.